# 페이스 클러치

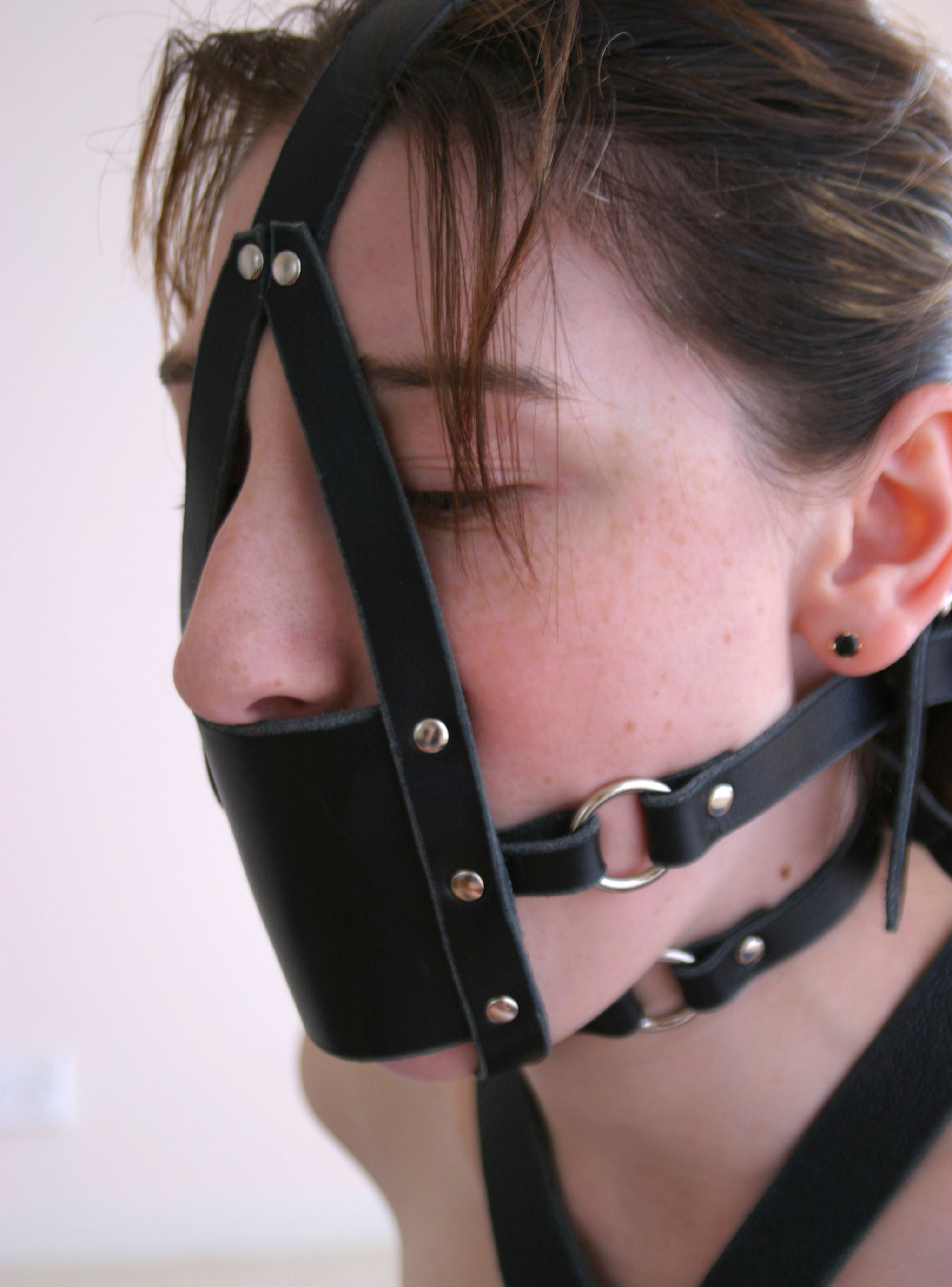
페이스 클러치

페이스클러치는 머리를 구속하는 구속구의 일종이다.

## 구조
몇가지 종류가 있지만 일반적인 것은 개그와 일체화한 뒤통수와 마루에 돌벨트 달린 것이다.안면에 역 Y글씨의 벨트가 배치되기 때문에 페이스 클러치라고 불린다.얼굴에 벨트가 배치되지 않고 머리만 구속하는 경우는 호루타 등이라고 부른다.변형으로는 귀 뒤를 지나는 벨트가 추가된 것, 턱을 옥죄는 벨트가 추가된 것이 있다.

## 효과
재갈과 일체화시킴으로써 보다 강력하게 말을 빼앗을 수 있다.개그는 가죽 벨트로 이뤄져 있기 때문에 목 상하동 등으로 느슨해질 수 있다. 이 페이스 클러치를 병용하면 그러한 느슨함은 감소하고, 또 턱에 벨트를 배치한 물건이라면 입을 막아 두는 것도 가능하기 때문에 발성은 상당히 억제된다. 풍선개그를 이용하는 경우는 페이스클러치 또는 전두마스크를 병용함으로써 누출을 억제할 수 있다.또 안면에 배치되는 역Y자 벨트에 아이패드를 부가하면 눈가리개 플레이에도 이용할 수 있다. 제품에 따라 정수리에 금속링을 부착한 것도 있어 이 부분에 체인 등을 달면 머리를 당기는 데 효과적인 구속구가 된다.포니플레이 등에서는 비트개그와 조합한 것이 필수 아이템이라고 할 수 있다.

## 주의
안면을 구속하므로 찰과상 등에는 유의할 필요가 있다.

## 같이 보기
- 비트 개그 (ビットギャグ)
- 볼 개그 (ボールギャグ)
- 풍선 개그 (バルーンギャグ)
- 포니 플레이 (ポニープレイ)